# Lý Vân (Đông Hán)
Lý Vân (chữ Hán: 李云, ? – 159?), tự Hành Tổ, người huyện Cam Lăng , quan viên nhà Đông Hán.

## Cuộc đời
Vân tính hiếu học, giỏi thuyết Âm dương. Ban đầu Vân được cử Hiếu liêm, rồi thăng làm Bạch Mã (huyện) lệnh.
Năm Duyên Hi thứ 2 (159), Hán Hoàn đế làm tội Đại tướng quân Lương Ký, còn bọn Trung thường thị Thiện Siêu 5 người nhờ công trừ Ký mà được phong Liệt hầu, chuyên quyền tuyển chọn quan lại. Hoàn đế lại lập Lương Mãnh Nữ làm hoàng hậu (con ghẻ của em trai Lương Ký); trong mấy tháng, gia phong 4 người nhà của hoàng hậu, thưởng đến cự vạn tiền. Bấy giờ có mấy lần động đất, vài cơn thiên tai giáng xuống. Vân vốn tính cương, lo nước sắp nguy, lòng không chịu nổi, bèn công bố bức thư của mình dâng lên hoàng đế, còn gởi phó bản cho tam công, nội dung cho rằng đức hạnh kém của hoàng hậu gây ra động đất, lại thêm trời làm tai ương, là để răn đe việc Hoàn đế ban thưởng bừa bãi. Hoàn đế nhận được bản tấu thì giận dữ, giao xuống Hữu tư bắt giữ Vân, giáng chiếu cho Thượng thư Đô hộ kiếm kích (quan chức đứng đầu túc vệ) tống giam ông vào Hoàng môn Bắc tự ngục, sai Trung thường thị Quản Bá với Ngự sử đình úy cùng thẩm tra.
Bấy giờ Hoằng Nông ngũ quan duyện Đỗ Huề thương Vân trung thành can ngăn mà chịu tội, dâng thư xin chết cùng ngày với Vân; Hoàn đế càng giận, giao Huề cho Đình úy. Đại hồng lư Trần Phồn dâng sớ cứu Vân, Thái thường Dương Bỉnh, Lạc Dương thị (chợ) trưởng Mộc Mậu, Lang trung Thượng Quan Tư đều dâng sớ xin cho ông. Hoàn đế giận lắm, khiến hữu tư tâu rằng họ phạm tội đại bất kính, giáng chiếu trách Phồn, Bỉnh, cho miễn quan về nhà, biếm trật của Mậu, Tư 2 đẳng.
Vào lúc Hoàn đế rửa chân ở Long Trì, Quản Bá vờ xin tha cho Vân, Huề; Hoàn đế biết ý, cho phép hắn ra tay. Vì thế Vân, Huề đều chết ở trong ngục. Về sau Giả Tông (tức Giả Mạnh Kiên) nhận lệnh đến Giao Chỉ bộ nhận chức, ghé qua mộ của Vân, khắc đá biểu dương ông.